# Antigonon flavescens
Antigonon flavescens är en slideväxtart som beskrevs av S. Wats.. Antigonon flavescens ingår i släktet Antigonon och familjen slideväxter. Inga underarter finns listade i Catalogue of Life.